# Путна мрежа на територији античког Наиса
Путна мрежа на територији античког Наиса састојала се из густе мреже путева, јер је овај град био важна раскрница  у коју су се сливали  главни путни правци који су водили од западног до источног дела Римског царства. Стога је у античком периоду град постао не само значајан трговачки центар, већ и велики произвођач сребра и оружја, са рудницима у свом залеђу.
Густину путне мрежа и интензиван саобраћај на њој, условио је велики прелазак војних одреда, током честих ратних сукоба, миграција становништва и развијена трговина. Све то је пратила а циркулација великог број људи, животиња и робе.

## Историјски услови
Провинција Горња Мезија (лат. Moesia Superior), у чијем саставу се налазила и Дарданија, постојала је сразмерно кратко време (86−272. године) у односу на друге провинције Римског царства. Дарданија је имала специфичну историју, посебну војну и административну организацију. Прилике у овој провинцији умногоме су зависиле од њене етничке сложености, географске позиције дуж главног пута који је повезивао Италију са истоком, затим од разноврсног рељефа и специфичног географског облика (од Дунава далеко ка југу), али највише од њеног богатства разноврсним рудама.
Путна мрежа на територији Дарданије развијала се упоредо са римским освајањима Балканског полусотрва. На развој путева пре свега, утицали су војни и освајачки походи, а за њима експанзија привреде (рударство) и трговине. Главне комуникације су забележене у итинерарима (лат. Viminacium−Naissus−ñSerdica−Constantinopolis; Naissus−ñRatiaria; Naissus−Lissus; Naissus−Scupi), али постоји и значајан број путева вициналног, или локалног карактера.
На раскршћу магистралних трансбалканских путева који су пролазили Дарданијом налазио се град Наисус (Naissus), данашњи Ниш, основан од стране Римљана после победе над Дарданцима. Назив града потиче из предримских времена, од аутохтоног становништва на овом подручју, односно од Дарданаца, Трачана или Келта.
Градови и насеља у Дарданији, који се помињу у римским итинерарима, заснивају се на литерарним, епиграфскими археолошким изворима. Ако изузмемо градове Скупи (лат. Scupi), Наисус (лат. Naissus), Ремесијана (лат. Remesiana) и Улпијана (лат. Ulpiana), о којима се сазнаје од малобројних античких писаца (Птолемеј, Амијан Марцелин), имена и карактер појединих насеља познати су углавном на основу података из итинерара: лат. .
Археолошким истраживањима утврђено је да се антички Наис налазио на десној обали Нишаве, на географском простору Нишке котлине који је био повољан за насељавање, али и војне логоре и утврђења па је  једним делом на овом простору била изграђена Нишка тврђава.
Наис који се простирао на површини од двадесетак хектара, био је насељен са 2.000 до 3.000 становника.
Иако је Наису претежно био уоквирена високим брдско-планиниским ободом Нишке котлине, он је био  у повољној комуникативној вези са суседним котлинама, захваљујући највише долинама Јужне Мораве, Нишаве и Кутинске реке“.
Наисус је био са северне и источне стране оивичен некрополама. Археолошким ископавањима утврђено је да се највећа некропола налазила на локалиту данашње Јагодин мале на десној обали Нишаве, источно од града на путу према Рацијарији (данашњи Арчар у Бугарској).
Области централног Балкана, иако укључене у оквире Римског царства још од почетка нове ере, романизоване су веома споро. Ти процеси се убрзавају тек током 3. и 4. века, када започиње значајнија експлоатација рудника. Ове околности су успориле процес урбанизације. За разлику од других провинција Царства, ту су градска насеља била веома ретка све до краја антике.
Имајући у виду стање на прелазу из 4. у 5. век  Прокопије,  је означио Наис као центар једне од осам области које је Јустинијан обновио у Средоземној Дакији. Тада је већ свакако постојала и радионица (fabrica)  за производњу војне опреме, одакле су се оружјем и војним техником снабдевале  јединице распоређене дуж границе на Дунаву. А за ту производњу била је потребна и руда, која је вађена из рудника у околини Наиса.
Колики је значај имало рударство за економију Наиса и пре свега читавог Царства говори став историчара економије и рударства да би у случају онемогућеног редоног прилива метала, постојала опасност да ковање новца и привреда западну у велику кризу.
Од балканских провинција рудним залихама најбогатија је била Горња Мезија која је по многима називана и провинцијом рударства.  Међу горњомезијским рудницима најзначајнији су дардански, у долинама Ибра, Топлице, Биначке Мораве, Моравице, Јужне Мораве и око изворишта Тимока. У овим рудницима копало се злато сребро, олово, бакар и гвожђе.
Потреба за обрадом руда условила је оснивање радионичких и занатских центара у којима су настајали бројни уметнички производи.
Иако се Наис налазио у провинцији Средоземној Дакији, богати рудници у ремезијанском агеру чија се територија протезала на западну Тракију, утицали су да град више гравитира ка свом богатом рудном залеђу (Тракији). Експлоатација и прерада руде у околини Наиса условила је да антички Наис постане развијени радионички и занатски центар за прераду богатих залиха скупоцене руде, на шта указују у околини Наиса пронађени бројни и разноврсни украсни предмети, углавном накит израђен од сребра или злата.
Најзначајније рудне области које су гравитирале у античком периоду Наису (Naissus) биле су територија Равне код Књажевца и Беле Паланке

## Наис на раскрници важних путева
На основу географских одлика нишке котлине и бројних археолошких податка поуздано се зна да су главни правци, на овом простору били у употреби још у праисторијско доба. Нишка котлина због свог повољног географског положаја, одувек је била, а то је и данас, раскрсници европских путева, и саобраћајни чвор Балканског полуострва.
Пространу територију нишке котлине у периоду римљана, која је захватала централне области провинције Горње Мезије, пресецали су важни путеви који су од Наиса, као средшње тачке нишке котлине полазили:
- на исток (Naissus—Serdica),
- запад и југ (Naissus—Ulpiana—Lissus),
- север (Naissus-Viminacium—Singidunum),
- североисток (Naissus-Ratiaria).
- југозапад Љеш

Најстарији подаци о изградњи путева у овој провннцији откривени су и истражени у миљоказима на деоници Scupi-Ulpiana, који од средине III века све чешћи на путевима балканског полуострва, посебно на путу Naissus—Serdica и Viminacium—Naissus.
Дуж ових путних праваца никла су и многа насеља  и у њима две врсте станица:
- mansiones, у којима се могло преноћити и снабдети се храном,
- mutationes, мања одмаралишта и свратишта у којима су путници могли променити коње и запреге.[19]

Уз ове магистралне путеве чија је изградња била од ширег, пре свега стратешког али и трговачког интереса, који су били у употреби већ од почетка 1. века, ако не и раније, постојале су и локалне саобраћјнице које су у свим правцима полазиле и завршавале се у нишкој котлини. Најважније су оне за Turres (Пирот), Hammeum (Прокупље), Praesidium Pompei (Рутевац), Timacum Maius (Књажевац).

Траса магистралних и локалних путева била је подређена природним условима терена. За пут су се користиле долине река (Јужна Морава, Нишава, Тимок, Топлица), клисуре (Сићевачка, Грделичка) и планински превоји и седла (Преполац, Тресибаба).
Како су у постримском периоду средњовековни и модерни путеви грађени углавном на истој траси, остаци античких путева јако мало су сачувани.

И док је град био значајна раскрсница и успутна станица на прометном трансконтиненталном путу, дотле је и река Нишава била важна саобраћајница јер је  омогућавала развој речног саобраћаја, према Пироту.

## Путна мрежа
Преко територије Наиса пролазили су путеви који су град повезивали са околним насељима и вилама. O њима сазнајемо на основу пелиграфског и археолошког материјала, миљоказа и остатака путева, али и на основу правца пружања некропола које су у античком периоду често ницале поред главних путних праваца.
Пут који је водио на исток ишао је  преко реке каменим мостом, чији су остаци тили видљиви недалеко од данашње Фабрике текстила у Јагодин мали. Пут је даље водио преко „Габровачког поља” испресецаног потоцима, на месту  на коме су пронађени остаци три камена моста. Овај пут је водио до Медијане, једног од предграђа Наиса  са вилама и пољопривредним имањима, удаљено од центра града око 3 римске миље.
Из Наиса у правцу севера  водио  је преко  данашњег „Градског поља”, где је изнад главног пута који пресеца поље, на десној обали Нишаве, пронађен миљоказ ин ситу из времена Филипа I Арабљанина. које је уцртан на географској карти из 1737. године.  На растојању од 7 до 8 римских миља од првог миљоказа пронађен је још један миљоказ из времена истог цара, у атару села Вртиште, на месту удаљеном десетак метара од савременог пута Ниш–Београд.15 Поменути миљокази упућују на трасу пута  Naissus—Viminacium, а с обзиром на чињеницу да су ова два миљоказа подигнута током краткотрајне  владавине Филипа I Арабљанина, претпоставља се да су били постављени у време царевог проласка кроз ове крајеве.

## Путне станице

### Станица Равна код Књажевца
Станица Timacum Minus лоцирана је код села Равна, северно од Књажевца, поред које је откривено значајно русно налазиште. Била је аугзилијарно утврђење и станица на путу између Ниша и Рацијарије (данас Арчар код Видина у Бугарској).
Према материјалним доказима античка Равна није имала муниципални статус, већ је реч о насељу чија је главна функција била да контролише и води послове рудника. Поред тога што је била седиште тимочких рудника, у Равни се налазила и царинска станица, која је према мишљењу историчара С. Душанића...служила да унутар провинције раздвоји територију града од царског поседа.
У Кастелу Равна била је стационирана коњичка кохорта II Aurelia Dardanorum. 6 намењена за чување рудника и транспорт руде, од варвара који су могли угрозити безбедност рудника. Ове коњичке кохорте дуж рудничких путева постављане су још крајем I и почетком II века. Епиграфски подаци који потврђују распоред кохорти: наводе да су две кохорте Aurelia Dardanorum у јужном делу Горње Мезије (I Aurelia Dardanorum је била у Наису, док се II Aurelia Dardanorum налазила у Равни).
Послови око заштите и организације рудника биће искључиво у надлежности кохорти до друге половине II века када ће део рудничких послова прећи у надлежност градова најближих рудницима.

### Станица Виденис
Историјски извори наводе да се на траси римске комуникације Naisus налазила путна станица Vindenis (Vindenae). На основу података са терена (сачуваног сегмента пута), раздаљине наведене у Појтингеријани, Птоломејеве Географије и пронађених миљоказа без натписа, може се рећи да се путна станица Vindenis налазила надомак Подујева (пет километара југозападно од Подујева, а сјеверно од Приштине), код села Главника (локалитет Пољанице), у залеђу лијеве обале Лаба. Смјештање станице Videnis  на овај локалитет у потпуности одговара раздаљинама на Појтингеровој табли, ако се милијација односи на растојање од крајње тачке станице Наисус – кроз чију територију је цеста пролазила – до крајње тачке станице Vindenis. Тако би и удаљеност између станица (60 римских миља), коју наводи исти извор, приближно одговарала данашњој километражи (овом трасом) између   Наиса и станице Videnis  (89 римских миља ).

### Путне станице на путу Винимацијум-Наисус-Сердика-Визант
Прво насеље на деоници пута Виминацијум – Константинопољ која је почињала код ушћа Велике Мораве у Дунав био је Municipium, док је прво веће насеље после Наиса на источној деоници пута према Сердики  Ремезијана (Remesiana).

#### Станица Praesidium Dasmini
Прва станица на територији Наиса кроз коју је пут пролазио из правца севера, био је Praesidium Dasmini.  Овај топоним, под нешто измењеним називом, помиње и Прокопије у спису  О Xрађевинама.
Станица се налазила јужно од града Horreum Margi, у близини данашњег села Брачин.  На том месту је откривен је миљоказ Трајана Деција, на којем се помиње његов син који носи титулу цезара (датован у 250. годину, када је Децијев син понео ову титулу).  У Брачину je oткривено и неколико касноантичких гробова. Осим гробова и миљоказа нема других налаза.
На основу истраживања може се закључити да је насеље Horreum Margi основано почетком 2. века и опасано бедемима почетком 3. века. Старија фортификација проширена је ка западу почетком 4. века. Ново утврђење било је полигоналне основе, димензија 270m (исток–запад) х 200m (север–југ). Град је са једне стране био заштићен Моравом, а са друге стране реком Раваницом. Град је имао функцију складишта житарица и главна житница Моравског округа. У хунској најезди из 441–443. године град је срушен, али се живот наставио на његовим рушевинама још неколико година после тог датума.

#### Станица Мutation Cametaе
Следећа станица на путу ка Наису била је Мutation Cametaе,удаљена 23 римске миље јужно од града Horreum Margi, у околини села Ражањ. Археолошка истраживања на овом месту су потврдила постојање мање некрополе из IV века.  Откривена је и мермерна икона са пресставом Митре и Xрчким натписом, која се данас чува у нишком Музеју.

#### Станица Praesidium Pompei
Следећа је станица, 32 миље јужно од града Horreum Margi и 25 миља северно од Наиса,  је Praesidium Pompei, код данашњеч Рутевца.  У вом селу, на локалитету Зиндан, пронађено је неколико надгробних споменика На могуће присуство римских војника на овој територији указују налази фибула, мањих бронзаних копчи као и појасних окова у облику пропелера. У Рутевцу су пронађени и предмети који су се користили у свакодневном животу становника насеља Praesidium Pompei: оловно огледало, украсне стилуси, прстење, бронзано звоно, бронзана удица, стаклени поклопац и други.

#### Станица Mutatio Rapiana
Последња с;аница на путу ка Наису била је Mutatio Rapiana или Gramrianae, око 13 миља северно од града.  Њена тачна локација није утврђена, али су откривени  остаци римске грађевине и ситни налази недалеко од села Тешица на левој обали Јужне Мораве.
Од ове станице  Пут је даље водио преко села Вртиште, где је пронађен већ миљоказ Филипа I Арабљанина, а у Наис се улазило преко Градског поља.